# 王笃波
王笃波（1979年8月—），男，汉族，江苏赣榆人，中华人民共和国政治人物。曾任共青团河南省委书记，河南省政协常委。2023年9月，出任中共华北水利水电大学党委书记，第十四届全国政协委员。